# Kreis Bergstraße
Kreis Bergstraße är ett distrikt (Landkreis) i södra delen av det tyska förbundslandet Hessen.
1. 1 2  GeoNames, 2005, Geonames-ID: 2950257, läs online och läs online.[källa från Wikidata]
2. ↑  hämtat från: tyskspråkiga Wikipedia.[källa från Wikidata]